# Mabel Terry-Lewis
Mabel Gwynedd Terry-Lewis  (28 de octubre de 1872 – 28 de noviembre de 1957) fue una actriz teatral y cinematográfica de nacionalidad británica, miembro de la dinastía de actores Terry-Gielgud, iniciada en el siglo XIX. 

## Biografía
Su verdadero nombre era Mabel Gwynedd Lewis, y nació en Londres, Inglaterra. Sus padres eran Arthur James Lewis (1824 - 24 de noviembre de 1901), copropietario de la firma de productos de mercería Lewis and Allenby, y que además era pintor, ilustrador y músico, y la actriz Kate Terry, sobrina de los actores George, Charles, Fred, Marion, Florence y Ellen Terry. Su hermana mayor, Kate Terry Lewis (1868-1958), fue la madre de John Gielgud y Val Gielgud.
En 1897 Mabel Terry-Lewis fue Bianca en La fierecilla domada para la Sociedad Dramática de la Universidad de Oxford. Terry-Lewis debutó en el teatro londinense encarnando a Lucy Lorimer en la obra de Sydney Grundy A Pair of Spectacles, representada en el Teatro Garrick en 1889. 
En 1923 viajó en gira por los Estados Unidos junto a Cyril Maude y Lydia Bilbrook interpretando la pieza If Winter Comes, representada en Chicago en abril y en Nueva York en el otoño, mientras que en 1926 actuó en The Constant Wife en el Teatro Ohio de Loudonville (Ohio) junto a Aubrey Smith y Ethel Barrymore, interpretando el papel del título. La obra tuvo 295 representaciones en el circuito de Broadway. En 1935 trabajó en The Distinguished Gathering en el Teatro St. Martin de Londres, y en 1938 participó en una adaptación de la novela de Emma Orczy La pimpinela escarlata, que se llevó a escena en el londinense Teatro Embassy. 
Entre  sus actuaciones cinematográficas se incluyen las que llevó a cabo en Love Maggy (1921), Shirley (1922), Caste (1930), The Scarlet Pimpernel (1934), The Third Clue (1934), Dishonour Bright (1936), The Squeaker (1937), Jamaica Inn (1939), The Adventures of Tartu (1943) y They Came to a City (1945).
Mabel Terry-Lewis estuvo casada con el Capitán Ralph C. Batley, y falleció en Londres en 1957, a los 85 años de edad.